# 真州
真州（しんしゅう）は、中国にかつて存在した州。宋代から明初にかけて、現在の江蘇省儀徴市と南京市六合区にまたがる地域に設置された。

## 概要
965年（乾徳3年）、北宋により迎鑾鎮に建安軍が置かれた。996年（至道2年）、揚州から六合県が移管された。1013年（大中祥符6年）、建安軍は真州と改められた。真州は淮南東路に属し、揚子・六合の2県を管轄した。
1276年（至元13年）、元により真州安撫司が置かれた。1277年（至元14年）、真州安撫司は真州路総管府と改められた。1284年（至元21年）、真州路は真州の称にもどされた。真州は揚州路に属し、揚子・六合の2県を管轄した。
1369年（洪武2年）、明により真州は廃止されたが、揚子県は儀真県と改称された。